# Max Roethof
Max Roël Roethof (Paramaribo, 3 maart 1940 – Vinkeveen, 27 mei 2023) was een Surinaams-Nederlands advocaat gespecialiseerd in het straf- en vreemdelingenrecht. Hij is oprichter van advocatenkantoor Roethof Advocaten en stamvader van de advocatenfamilie Roethof.
Roethof groeide op in Suriname, dat toen nog een Nederlandse kolonie was. Als kind leefde hij afwisselend bij zijn alleenstaande moeder en een oom. Als politieagent maakte hij kennis met de regels van de wet en ontstond het idee om advocaat te worden om zo op te komen voor de zwakkeren. Nadat hij begin jaren '60 naar Nederland was gekomen, studeerde hij rechten aan de Universiteit Utrecht. Als zwarte advocaat was het vinden van een stageplek na zijn afstuderen niet makkelijk. Uiteindelijk kon hij terecht bij advocatenkantoor Gratema in Zwolle, waar een oude studiegenoot hem had geïntroduceerd. Inmiddels trouwde hij met Selian Stel. Na de geboorte van zijn hun vijfde kind verhuisde Roethof, die inmiddels een eigen praktijk in Zwolle was begonnen, in 1980 met zijn gezin naar Suriname, dat een paar jaar eerder onafhankelijk was geworden. Omdat de kinderen weer naar Nederland gingen om te studeren en te werken, verhuisde Roethof na tien jaar weer terug naar Nederland. Daar begon hij in Arnhem met zijn eigen kantoor Roethof Advocaten. De kinderen Gerald Roethof, Ronald Roethof en Machteld Roethof werden ook advocaat en gingen werken in het kantoor van hun vader. Ook kleinzoon Jamil is inmiddels advocaat. Gerald Roethof begon later een eigen kantoor. Een andere dochter van Roethof en Stel, Mildred Roethof, is een bekend programma- en documentairemaakster.
Tot vrijwel het einde van zijn leven bleef Roethof werken als advocaat, al had dochter Machteld al eerder de leiding over het kantoor overgenomen. Roethof overleed na een kort ziekbed aan de ziekte van Kahler, nadat er eerder al prostaatkanker en een schildklieraandoening waren geconstateerd. 